# 2031年5月7日月食
2031年5月7日月食为一次將在协调世界时2031年5月7日出現的半影月食。該次月食半影食分為0.907、全影食分為-0.085。

## 概述
這次月食的食分是14.92。

## 基本參數
- 類型：半影月食
- 食甚資料：
  - 日期：2031年5月7日
  - 時間：3:50
  - 月球位置：赤經14.92度、赤緯-17.8度
  - 食分：半影食分：0.907、全影食分：-0.085

## 外部連結
- NASA月食專頁（页面存档备份，存于）（英文）